# Lisciano Niccone
Lisciano Niccone település Olaszországban, Umbria régióban, Perugia megyében. Lakosainak száma 601 fő (2023. január 1.). Lisciano Niccone Passignano sul Trasimeno, Tuoro sul Trasimeno, Umbertide és Cortona községekkel határos.

## Népesség
A település lakossága az elmúlt években az alábbi módon változott:
| Lakosok száma | 619  | 607  | 601  |
|               | 2015 | 2018 | 2023 |